# Saint-Amand-des-Hautes-Terres
Saint-Amand-des-Hautes-Terres foi uma antiga comuna francesa na região administrativa da Normandia, no departamento de Eure. Estendia-se por uma área de 2,99 km². Em 2010 a comuna tinha 282 habitantes (densidade: 94,3 hab./km²).
Em 1 de janeiro de 2016, passou a formar parte da nova comuna de Amfreville-Saint-Amand.